# أمارو سواريس بيتينكورت
أمارو سواريس بيتينكورت هو مهندس مدني برازيلي، ولد في 1885، وتوفي في 1963.